# ∀ガンダムの登場勢力
∀ガンダムの登場勢力では、アニメ『∀ガンダム』およびその関連作品に登場する架空の組織を列挙する。

## 地球側
現在地球の人類は、黒歴史末期の文明破壊において、脱出した者（後のムーンレィス）とは異なり地上に残留した者達の子孫を意味している。
文明破壊の原因となったナノマシンシステム「月光蝶」は人工物限定で原子配列に干渉、砂に変換するシステムであったため機械文明の大半が消失。記録システムも失われた結果、黒歴史該当年代の情報が今日まで伝わらず、結果として人類は過去のことを知らず、文明を再生しながら長い間暮らしてきた。唯一、非機械文明であったマニューピチ等で神話という形で記録が残っており、ごくたまに黒歴史時代の残った機械が発見され、それらを選考する学者や山師が存在。黒歴史関連の遺物が発見された場所は総じてマウンテンサイクルと呼ばれる。
人類は名前と地形の変わった各大陸で暮らしている。地形は幾らか変わったが大陸そのものの形は変わらず、∀の舞台となる「アメリア大陸」は、かつてのアメリカ大陸で、領は国家かそれに類似したものに該当。文化面は正暦2345年の時点で過去の産業革命直前まで復興、衣類や生活形態はその当時と類似する風習や服装を使用しているが、第一次世界大戦付近の飛行機類があったり、百年以上前で銀板写真や飛行船があるなど文明内容は以前と異なる。
2345年時点ではアメリア大陸の他、ガリア、アフリコ、エイジアといった大陸が存在している。また、地球降下作戦開始後のアメリアではムーンレィスに対抗する国家として存在するべく合衆国として団結しようとしている。

### ミリシャ
アメリア大陸、各地方領の個別軍事組織。組織名の冒頭に所属する領の名前を付けて区別する。
保有軍事力は、過去の第一次世界大戦頃に実在したものに近い形状の複葉機や装甲車で構成される。地球文明の最先端技術だが、来襲したムーンレィス相手には無力に等しく、ウォドムやウァッドなどの巨大なモビルスーツに対して格段に劣る戦力や技術の差は歴然。来襲当初は最新戦闘機も「おもちゃ以下の戦闘機」と称され犠牲者が多かった。しかし、ラインフォード領イングレッサ地方町ビシニティの鉱山に神体として祭られているホワイトドールの石像から現れた機械人形（∀ガンダム）の存在がミリシャの体質を大きく変えることになる。
後に機械人形が武力として加わり、少数ながら比較的小型のウァッドを破壊したり鹵獲に成功している。

#### イングレッサ・ミリシャ
アメリア大陸・イングレッサ領の軍事組織。全体の作戦指揮はミハエル・ゲルン大佐が務め、前線指揮はヤーニ・オビュス軍曹が執っている。最高指揮官は領主の息子グエン・サード・ラインフォード。ディアナ・カウンターの空襲により首都ノックスが陥落してグエンが行方不明になった際には、ミハエル大佐の判断でルジャーナ・ミリシャと合流、一時的にルジャーナ・ミリシャの指揮下に入った（後にグエンは復帰）。
ムーンレィスの故郷がイングレッサに隣接していたことから通信装置を渡され交渉役を請け負っていたが、交渉は難航していたためムーンレィスの襲来を予期し、表向きはガリア大陸からの侵攻を迎え撃つためとして戦力を増強していた。
グエン・サード・ラインフォードが神体の名を取ってホワイトドールと名付けた機械人形を旗に揚げ、機体が一機だけでないことを匂わせて交渉の材料とし、味方に対してもムーンレィスに対抗できる証として存在を利用。同時にビシニティ鉱山＝ロストマウンテンでの大発掘作業によりカプルが複数発掘、これを中心勢力としてソシエ・ハイムやメシェー・クンなどの飛行機乗りをパイロットに起用、戦力が調えられていく。グエン復帰後に移動簡易基地ギャロップがルジャーナで発掘され、ホワイトドールに乗るロランの部隊によって運用された。
別の山からは諸事情で黒歴史遺物を探していたウィル・ゲイムが宇宙船ウィルゲムを発掘、後にイングレッサ・ミリシャが発掘作業を受け継ぎ、亡命したムーンレィス技術者の協力で整備した後はマニューピチにあるマスドライバーと軌道上のザックトレーガーを利用して、交渉のために月まで行く。その後クーデターが起こり、一部部隊員を残して帰還。最終決戦を前に内部分裂を起こし、グエンや一部隊員はギンガナム艦隊と手を組んだ。
ジャラピィ部隊
イングレッサ・ミリシャに所属する部隊の一つで、ハイヒールのパイロットを任されていたジョゼフが一部隊を任されて結成された。ハイヒール以外にも、ディアナ・カウンターから鹵獲したアルマジロ（ウァッド）などがあり、いずれも赤く塗り替えられている。グエンやロランたちのウィルゲムが月へ行っていた期間は、ルジャーナ・ミリシャのマリガンの指揮の下で戦っていた。ロランたちがホエールズでディアナらと共に帰還した後は、ミリシャやディアナ・カウンターと共にギンガナム軍と戦った。

#### ルジャーナ・ミリシャ
ルジャーナ領の軍事組織。大陸は異なるが過去のフランスに類似する風習を持つ。全体の指揮はマリガン中佐。イングレッサ・ミリシャに同行したのは後述するスエサイド部隊。後にリリ・ボルジャーノがルジャーナ・ミリシャ全軍指揮官となり、スエサイド部隊は主力隊となる。
ルジャーナ地方のマウンテンサイクルでは人型に近い機械人形「ボルジャーノン」が多数発掘されたため、主力兵器として運用した。後に移動要塞「ギャロップ」も発見される。
和平使節団計画がイングレッサ・ミリシャ主体で発動したため、リリと共にスエサイド部隊が応援として合流。途中からルジャーナ公の指示によって公の娘リリが全軍を指揮するようになり、マリガンは補佐に回る。マニューピチのマスドライバー発射後は残る部隊はマリガン中佐の指揮の元、同じ残留組のイングレッサ・ミリシャと共に地上のディアナ・カウンターと戦っていたが、イングレッサ・ミリシャが崩壊した後はウィルゲム・ジャラピィ部隊など残存戦力を吸収。リリが地球勢を代表する存在となり、最終決戦において地球に戻ったディアナを再び筆頭にしたディアナ・カウンターと共闘、ギンガナム艦隊を迎え撃った。
スエサイド部隊
ルジャーナ・ミリシャに所属する部隊。隊長はギャバン・グーニー。後にエイムズ。
名の由来はスエサイド＝Suicide（自殺）であり、死をも恐れない部隊、命知らずの部隊というような意味が込められている。このスエサイド部隊はルジャーナ・ミリシャで唯一ウィルゲムへ同行し、犠牲者を出しつつも和平交渉の主力として活躍。イングレッサ・ミリシャの内部分裂でもクーデター側に寝返らず、帰還してからは連合ミリシャ軍のルジャーナ側主力部隊となった。

## ムーンレィス
月に住む人類全体を指す、黒歴史の時代において最終戦争によって荒廃した地球から月に移り住んだ人々。冒頭の説明によれば、「アメリア大陸のサンベルト一帯」に住んでいた人々であるとの事。
元首は月の姫ディアナ・ソレル。ソレル家は黒歴史発生から暫く経ち、月・移民双方の備蓄エネルギーが底を突きかけた頃、アステロイド・コロニー「ミスルトゥ」において宇宙で植物を宇宙の重力下で効率よく育てる事に成功。人々に月面で生活する力をもたらした事で、月世界での統治者の地位につき現在の統治国家を形成した（ディアナは開発者ソレルの娘）。ソレル家には絶対忠誠を誓う二つの名門、軍事を司るギンガナム家・市民の眠りを守るメンテナー家が「王冠を守る鷲」として存在する。
黒歴史時代の科学テクノロジーの大半を持ったまま地球より脱出した彼らはフォン・ブラウンを含む月の移住区に移民した。地球から持ち出した物には当時の文明社会の風習の他、農作物、海産物（鯨・蛸・魚）、鳥類、昆虫、草食動物など。やがて月には市民階級が誕生、住民にはコールドスリープ装置が支給され、地球の浄化を待つ事となる。ただし、以下の問題点が存在する。
1. 正規市民における下層階級の者への差別が存在。それがどのようなレベルの話であるか不明だが、ハリー・オード曰くコールドスリープは性能が上層よりも劣る。
2. 脱出時に地球へ残留した人々とその子孫に対し「劣等な者」という感情と認識が存在。過去幾人かが移住後に月へ移民したが、その時点でつれてきた人々を同胞と認識せず迫害の対象とする。一切地球人と交わらずムーンレィス間のみで世代を重ねたレット隊の面々には「地球暮らしが長すぎておかしくなった」と認識する。

市民の生活周期は不明だが、正暦2345年時点（本編2話以降）に登場する何人かはコールドスリープと数年の起床を繰り返し建国時代より現在まで生活し続けている。無論、純粋な月生まれも誕生しており、地球へ降下した軍人の多くが地上の気象について知らなかった為、降下隊のほとんどが月生まれで形成されていると思われる。

### ディアナ・ソレル親衛隊
女王個人を守る部隊。隊長はハリー・オード。
ディアナ・ソレルに古くから仕え、信頼を置いている面々によって構成されている。階級はディアナ・カウンターと共通のものを使用しているが指揮権は別系統。人数はかなり少なく、10人もいないようである。
主な戦力はスモー。

### ディアナ・カウンター
地球帰還作戦に伴い結成した市民の軍隊。最高指揮官はアジ大佐→フィル・アッカマン。
イングレッサと二年間にわたり交渉を続けていたが、一向に話し合いが進まない為痺れを切らし、強引に地球へ降下を開始、月対ムーンレィスの構図を作り出した。ファーストコンタクトでイングレッサ領の首都ノックスを攻撃した後、郊外に居留地を築く（この最中ホワイトドール＝∀ガンダムが覚醒した）。地球側との和平交渉の場を設け話し合いをしようとしたが、穏健派の最高指揮官アジ大佐がイングレッサ側に殺害され（前述の強襲で家族を殺害された事による恨み）、武闘派のフィル大尉が事実上の指揮官となったため、強行路線に転じた。
戦争が長期化したため食糧難に陥り、技術者たちが地球側に脱走して寝返る事態に発展。ディアナ・カウンターが地球の食料強奪を行うようになるなど戦争の長期化による不慮の事態に危機感を覚え、平和解決を主張し続けるディアナの外交を軟弱と考えたフィルらがクーデターを起こした。
しかし、その後も地球の状況に大きな変化を起こせず、遂には月から襲来したギンガナム艦隊から攻撃を受け危機に陥った為、地球に戻ったディアナにフィル等は帰順。再びディアナを筆頭に迎え、ミリシャと共闘し、最終決戦においてギンガナム艦隊と戦った。
主な戦力はウォドム、ウァッド、アルマイヤー、ソレイユ。

### ギンガナム艦隊
ギンガナム家率いる私設艦隊。地球へ残留した人類が、かつての宇宙世紀等の歴史のように文明を開化させて地球から侵攻してくる事態に向けて2,500年の間訓練を続けていた。当代当主はギム・ギンガナム、先々代は首都ゲンガナムを建設した。
戦術用語には「車懸りの陣」、部隊長を「大名」、当主ギム・ギンガナムを「御大将（）」と呼ぶ習わしがあるなど、日本の古い風習がギンガナム家には存在している。また「三千年待った夢がかなう」など、ギンガナム家が正暦以前から続いていることを匂わせる台詞がある。
ギム・ギンガナムの代において武力による地球侵略作戦を聞き入れずにディアナカウンターを結成して地球帰還作戦を開始したディアナに反感を抱き、反ディアナ派のアグリッパ・メンテナー一派と共謀し、ディアナ暗殺を企てた。月のマウンテンサイクルを掘り起こしモビルスーツを発掘、さらには黒歴史を知り月の技術を手に入れて地球の産業革命を起こそうとするグエンらと手を組んで地球へ侵攻する。
主な戦力はターンX、マヒロー、ズサン、バンデット、アスピーテ。

### レット隊
地球に帰化したディアナの側近らの子孫で組織された部隊。ベトナム戦争下の60年代アメリカで起こったヒッピーに似た格好をしている。
ディアナは、地球人とムーンレィスの掛け橋となって欲しいと考えて自分の側近達を地球に残したが、結果として子孫達は地球人と交わらず、純粋なムーンレィスでありながら地球で育ち、月へ白い団子を添えて歌い踊るなど、どちらでもない特殊な生活風習を持ったまま長い間暮らしていた。彼らにはディアナ降下時からの文化・知識の継承が代々行われており、数多くのムーンレィス知識を持ち合わせたまま、過剰とまで言えるディアナへの忠誠心が保ち続けられ現在に至る（上記の事情により親族関係を結んでいると思われ、年長者は長老扱いされている）。
正暦2345年にディアナ・カウンター来襲と共にディアナの帰還を知り、ムーンレィスとして参ずるも、行動理念が雑な場合が多く、ディアナ・カウンター正規軍など、他のムーンレィスからは地球人と同化して野蛮であると見られ、同胞とは認められずにぞんざいな扱いを受け、軍での整備を受けられずに自分たちでするように指示されたり、地球人の食料を奪ってくるという汚れ仕事もさせられている。登場するレット隊は複数存在するがディアナ・カウンターに合流したのは3人で、カフカ家とムロン家の末裔2人のみが月への帰還に同行した。その後、ギンガナム艦隊との最終決戦後、ディアナと入れ替わったキエル・ハイムが月へ帰還したさい、数名のレット隊の隊員が同行している。
曽我篤士の漫画『∀ガンダム』では、ディアナが側近達を地球に残さなかったため、レット隊は登場しない。